# Église Saint-Maurice de Vrizy
L'église Saint-Maurice est une église de style gothique située à Vrizy, en France.

## Description
L'édifice est composé d'une nef de trois travées, flanquée de bas-côtés, d'un transept et d'un chœur à cinq pans. Le clocher qui était initialement à la croisée des transepts a été reportée, lors de la restauration effectuée vers 1890, légèrement en arrière du portail. Des canonnières avaient été créées et sont encore visibles,.
Ce portail a un fenestrage de style gothique flamboyant, à arc ogival, avec deux pinacles latéraux. Le reste du portail est peu orné. À l'intérieur, l'église est voutée sur croisée d'ogives, et les nervures de ses voutes se perdent en pénétration dans leurs supports. La croisée du transept est ornée d'une voûte à liernes,.

## Localisation
L'église est située sur la commune de Vrizy, dans le département français des Ardennes. Elle est un peu à l'écart du croisement entre la D19 et la D983.

## Historique
Le village est cité pour la première fois en 1154 dans un acte pontifical sous Adrien IV, comme étant un des biens de l'abbaye Saint-Remi de Reims,. Des pouillés de 1306 et 1346 précisent que l'église précédente était déjà placée sous l'invocation de saint Maurice. C'est aussi le lieu d'un modeste pèlerinage, censé guérir des maux de ventre.
L'édifice est construit à la fin du XVe siècle et au XVIe siècle. Il est restauré vers 1890, et est classé au titre des monuments historiques en 1920.